# کافی‌الملک
کافی‌الملک یکی از روستاهای استان آذربایجان شرقی است که در دهستان گونی مرکزی بخش مرکزی شهرستان شبستر  واقع شده‌است.